# Olaria Esporte Clube
O Olaria Esporte Clube ou simplesmente Olaria, é um clube esportivo da cidade de Humaitá, cidade ao sul do estado do Amazonas. De cores vermelho-laranja, branco e azul, o clube foi um dos primeiros clubes do interior do Amazonas a disputar o Campeonato Amazonense de Futebol.

### Ingresso no Estadual
O surgimento da BR319 por volta de 1977, que liga Humaitá, no sul do estado do Amazonas, a Manaus, serviu de impulso para que o município ingressasse no Campeonato Amazonense de Futebol, com o desejo de ingresso partindo da propria Liga Humaitaense de Desportos Atléticos. Essa vontade de fortaleceu no final da década de 70, quando foi realizado um torneio seletivo na cidade com 5 clubes (Olaria, Grêmio Esportivo de Humaitá, Mader, Rio Negro local e CSSH), cujo campeão seria "premiado" com a participação no estadual. O vencedor foi o Grêmio Esportivo de Humaitá, mas este acabou abrindo mão de disputar por supostas questões políticas. Então, o Olaria assumiu a missão. O clube era presidido por Ivalmir Araújo, funcionário do Departamento de Estradas e Rodagem do Amazonas, que já havia sido presidente da Rodoviária quando esta foi campeã amazonense, em 1973. Por conta de questões políticas da cidade, o Olaria também chegou a recuar na intenção de ingressar no estadual, mas foi convencido do contrário.
O primeiro jogo do clube já com o registro de profissional junto à Federação Amazonense de Futebol foi um amistoso contra o Luzitania Futebol Clube, equipe participante do Campeonato Amazonense de Amadores, vice-campeã da temporada de 1979. o jogo se deu em 11 de Maio de 1980, disputado em Humaitá, terminou empatado em 1 a 1. O time visitante saiu a frente no placar aos 34 do 1º tempo com Carlinhos. No decorrer da 2ª etapa, os locais tomaram conta do jogo e chegaram ao gol de empate aos 25 minutos, com Galvão marcando o 1º gol do clube com status de profissional. A estreia no estadual foi cerca de 20 dias depois, em 1º de Junho, quando sofreu uma grande goleada de 5 a 2 para o Sul América. 
Os clubes de Manaus criavam dificuldades para jogar em Humaitá, com alguns jogos chegando a nem serem disputados pela recusa de clubes de irem até lá. Na competição, uma participação modesta, porem melhor que São Raimundo e Libermorro, ficando em 7º lugar. Foram 20 jogos, com 4 vitórias, 4 empates e 12 derrotas. Seus resultados mais expressivos foram em casa, no estádio Frederico Monteiro, o "Madeirão" onde venceu o Fast Clube, um dos favoritos da temporada, por 3x2; e empatou com o Nacional em 1x1. Depois, as questões logísticas, políticas e etc. tiraram o Olaria do estadual, para nunca mais voltar, assim como a cidade de Humaitá, que chegou nas últimas décadas a receber jogos do campeonato rondoniense, mas nem ensaiou retornar ao Campeonato Baré ou voltar a profissionalizar um de seus clubes.
Após o termino do estadual, Luís Neves, atual presidente do clube, não poupou críticas à Federação e demonstrou grande descontentamento com a forma como sua equipe foi tratada. Num dos jogos, o Libermorro, de Manaus, simplesmente se recusou a viajar até Humaitá para jogar, e a situação teria ficar por isso.

## Estádio
O clube mandou suas partidas oficiais no Estádio Frederico Monteiro, conhecido popularmente como "Madeirão". O estádio atualmente atende pela denominação de Estádio Arlindo Braz da Silva. Após a saída do Olaria, o estádio chegou a receber partidas válidas pelo Campeonato Rondoniense de Futebol com mando do Genus, em 2020.

## Símbolos

### Escudo
O escudo compreende um circulo de borda vermelho-laranja, dentro do qual está a representação de uma parede de tijolos de igual cor, fazendo alusão à olaria. No centro deste círculo está o monograma OEC, de cor azul, borda branca e sem pontos, que remete ao nome do clube. Acima e ajustado a este circulo está o nome do clube por extenso, Olaria Esporte Clube, em cor azul. Abaixo e ajustado está a inscrição "Humaitá - AM".

### Uniformes
É conhecido que clube usou dois conjuntos de uniformes:
- Um conjunto de camisa vermelho-laranja com colar e mangas brancos combinado a calções e meiões azuis.
- Outro conjunto, agora de camisa listrada alternando entre branco e vermelho-laranja, combinado a calção branco ou azul, e meiões vermelho-laranja.